# Femme à l'ombrelle tournée vers la gauche
Femme à l'ombrelle tournée vers la gauche est un tableau du peintre français Claude Monet réalisée en 1886. Cette huile sur toile impressionniste représente une femme portant une ombrelle dont Suzanne Hoschedé fut le modèle. Elle est conservée au musée d'Orsay, à Paris.
Monet a peint une autre version de la femme faisant face à la droite.
Une copie géante de ce tableau a été réalisée en tricot par l'association Citémômes, dans le cadre du projet "Tricote un sourire",pour le festival Rouen impressionnée 2016.